# Фьоразо, Женевьев
Женевье́в Лефе́вр (фр. Geneviève Lefèvre), в замужестве Женевье́в Фьоразо́ (фр. Geneviève Fioraso; род. 10 октября 1954) — французский политический и государственный деятель, министр высшего образования и научных исследований (2012—2014).

## Биография
Получила степени магистра по английскому языку и экономике, с 1975 по 1978 год преподавала эти дисциплины сначала в Пуа-де-Пикарди, затем в Амьене, в системе образования для взрослых GRETA (20 февраля 2015 года сайт журналистских расследований Mediapart обвинил Фьоразо в фальсификации сведений об окончании ею магистратуры по экономике).
Пришла в политику в 1983 году, став парламентским помощником депутата Национального собрания и мэра Гренобля социалиста Юбера Дюбеду. В 1995 году возглавила канцелярию нового мэра-социалиста — Мишеля Десто, в 2001 году стала его заместителем, отвечая за вопросы экономики, торговли, ремёсел и инноваций, а также заняла пост первого вице-президента сообщества агломерации Гренобля. В 2007 году избрана в Национальное собрание, победив кандидата СНД Алена Кариньона — бывшего мэра Гренобля, осуждённого в 1996 году за коррупцию. Состояла в парламентской комиссии по экономическим вопросам и в Парламентском управлении по оценке научных и технологических вызовов (OPECST).
В 2001—2004 годах работала во France Télécom, в 2004 году стала президентом и генеральным директором компании Sem Minatec Entreprises, занятой развитием микро- и нанотехнологий.
В мае 2011 года председательствовала на форуме Социалистической партии по вопросам высшего образования и научных исследований в Тулузе.
16 мая 2012 года получила портфель министра высшего образования и научных исследований в первом правительстве Жана-Марка Эро, сформированном после победы на президентских выборах Франсуа Олланда.
10 и 17 июня 2012 года состоялись два тура парламентских выборов — Фьоразо одержала победу в 1-м округе Изера, получив соответственно 41,48 % и 65,37 % голосов.
18 июня 2012 года сохранила прежнюю должность при формировании второго правительства Эро.
21 июля 2012 года отказалась от депутатского мандата на время работы в правительстве.
9 апреля 2014 года назначена государственным секретарём высшего образования и научных исследований в первом правительстве Мануэля Вальса.
В августе 2014 года правительство издало специальное постановление по поводу обвинений в наличии конфликта интересов в случае Фьоразо (её партнёр в тот период возглавлял Управление технологических исследований Комиссариата по атомной и альтернативным видам энергии, находившееся одновременно в ведении Министерства образования и Министерства научных исследований). Постановление гласило, что в сферу ответственности Фьоразо Комиссариат по атомной энергии не входит.
В августе 2014 года сохранила должность во втором правительстве Вальса.
5 марта 2015 года ушла в отставку по состоянию здоровья.
В парламентских выборах 2017 года Фьоразо не участвовала.

## Личная жизнь
По состоянию на 2013 год, будучи министром, заявила о владении только одним видом собственности — квартирой в 13-м округе Парижа стоимостью 1,4 млн евро.